# Fichtenbastkäfer
Der Fichtenbastkäfer (Xylechinus pilosus) ist ein Rüsselkäfer aus der Unterfamilie der Borkenkäfer (Scolytinae). Da er seine Brutsysteme in der Rinde der Wirtsbäume anlegt, wird er den Rindenbrütern zugerechnet.

## Merkmale
Die Käfer werden 2,2 bis 2,5 Millimeter lang und haben einen dunkelbraunen Körper. Der Kopf ist von oben sichtbar, der Halsschild ist quer anliegend behaart, schmaler als die Flügeldecken, vorne kaum eingeschnürt und fein und runzelig punktiert. Der Basalrand der Flügeldecken ist mit Höckern aufgebogen und in der Mitte durch das Schildchen unterbrochen. Die Flügeldecken tragen deutliche Punktreihen und sind zwischen diesen mit anliegenden feinen Schuppenhärchen bedeckt. Sie fallen zum Ende hin steil ab. Der erste Zwischenraum zwischen der Flügeldeckennaht und den Punktreihen ist auffällig dicht behaart. Der zweite Zwischenraum ist am Absturz ohne Dorne oder Höcker. Die längliche Fühlerkeule weist drei gebogene Nähte auf, die Fühlergeißel ist fünfgliedrig. Die Augen sind nicht nierenförmig. Die Vorderhüften liegen weit auseinander, das dritte Fußglied ist herzförmig und zweilappig geformt. Fühler und Beine sind rotbraun.

## Verbreitung
Die Art ist in Mittel- und Nordeuropa und im Osten bis in den europäischen Teil Russlands verbreitet.

## Lebensweise
Xylechinus pilosus kommt an Gemeiner Fichte (Picea abies) und Sibirischer Fichte (Picea obovata), seltener an  Kiefern (Pinus), Tannen (Abies), und Lärchen (Larix) vor. Er besiedelt die Rinde der Bäume und lebt monogam. Zur Eiablage werden doppelarmige Quergänge angelegt, die am Anfang rammelkammerartig erweitert sind. Von den Muttergängen können bis zu 20 Larvengänge abgehen. Das Fraßbild ist variabel. Die Einischen werden unregelmäßig angelegt.
Es gibt nur eine Generation im Jahr, die Flugzeit liegt im Mai und Juni. Die Käfer sind nicht in der Lage umfangreiche Nadelholzbestände zu gefährden. Eine Bekämpfung ist nicht notwendig.

## Systematik

### Synonyme
Aus der Literatur sind für Xylechinus pilosus folgende Synonyme bekannt:
- Hylesinus pilosus Ratzeburg, 1837